# Fórmula de Machin
A Fórmula de Machin foi formulada por John Machin (1680-1751), que a utilizou para calcular o número pi com 100 casas decimais. Posteriormente, foi usada por William Shanks (1812-1882) para o cálculo de pi com 707 casas decimais.
Fórmula de Machin:
{\displaystyle {\frac {\pi }{4}}=4\arctan {\frac {1}{5}}-\arctan {\frac {1}{239}}}

## Dedução
Pelos teoremas de adição de funções trigonométricas temos:
{\displaystyle \sin(\alpha +\beta )=\sin \alpha \cos \beta +\cos \alpha \sin \beta }
{\displaystyle \cos(\alpha +\beta )=\cos \alpha \cos \beta -\sin \alpha \sin \beta }
Manipulação algébrica destas equações fornece:
{\displaystyle \arctan {\frac {a_{1}}{b_{1}}}+\arctan {\frac {a_{2}}{b_{2}}}=\arctan {\frac {a_{1}b_{2}+a_{2}b_{1}}{b_{1}b_{2}-a_{1}a_{2}}}.}
Aplicando esta equação temos:
{\displaystyle 2\arctan {\frac {1}{5}}}
{\displaystyle =\arctan {\frac {1}{5}}+\arctan {\frac {1}{5}}}
{\displaystyle =\arctan {\frac {1*5+1*5}{5*5-1*1}}}
{\displaystyle =\arctan {\frac {10}{24}}}
{\displaystyle =\arctan {\frac {5}{12}}}
{\displaystyle 4\arctan {\frac {1}{5}}}
{\displaystyle =2\arctan {\frac {1}{5}}+2\arctan {\frac {1}{5}}}
{\displaystyle =\arctan {\frac {5}{12}}+\arctan {\frac {5}{12}}}
{\displaystyle =\arctan {\frac {5*12+5*12}{12*12-5*5}}}
{\displaystyle =\arctan {\frac {120}{119}}}
{\displaystyle 4\arctan {\frac {1}{5}}-{\frac {\pi }{4}}}
{\displaystyle =4\arctan {\frac {1}{5}}-\arctan {\frac {1}{1}}}
{\displaystyle =4\arctan {\frac {1}{5}}+\arctan {\frac {-1}{1}}}
{\displaystyle =\arctan {\frac {120}{119}}+\arctan {\frac {-1}{1}}}
{\displaystyle =\arctan {\frac {120*1+(-1)*119}{119*1-120*(-1)}}}
{\displaystyle =\arctan {\frac {1}{239}}}
{\displaystyle {\frac {\pi }{4}}=4\arctan {\frac {1}{5}}-\arctan {\frac {1}{239}}}.